# Oświęcimskie Forum Praw Człowieka
Oświęcimskie Forum Praw Człowieka (OFPC) – cykliczne, interdyscyplinarne, międzynarodowe debaty o współczesnych problemach Europy i świata powiązanych z problematyką praw człowieka.
Forum ma spajać wszystkie osoby zainteresowane tą tematyką oraz stworzyć miejsce, w którym mogą one dzielić się własną wiedzą, doświadczeniami i poglądami. W swoich celach ma zapisane: walkę o przestrzeganie praw człowieka oraz ich upowszechnianie. Cele te są realizowane poprzez edukację. Przekazywaniu informacji służą liczne projekty, seminaria, publikacje, a także nowoczesne technologie w postaci platformy elektronicznej. Według OFPC, prawa człowieka stanowią fundament cywilizowanych państw, a także nadają sens rozwojowi gospodarczemu. 
Jako że forum ma miejsce w Oświęcimiu, nosi nazwę „Oświęcimskiego”. Pierwsze spotkanie w ramach OFPC odbyło się w maju 2014, uczestniczyli w nim dziennikarze, naukowcy i przedstawiciele organizacji pozarządowych z kilku krajów: Polski, Rosji, Ukrainy, Litwy, Niemiec, Włoch i Szwecji.